# Incaspiza
Incaspiza és un gènere d'ocells de la família dels tràupids (Thraupidae).

## Taxonomia
Segons la Classificació del Congrés Ornitològic Internacional (versió 14.2, 2024) aquest gènere està format per cinc espècies:
- Inca ala-rogenc (Incaspiza pulchra Sclater, PL, 1886)
- Inca dorsi-rogenc (Incaspiza personata Salvin, 1895)
- Inca d'Ortiz (Incaspiza ortizi Zimmer, JT, 1952)
- Inca bigotut (Incaspiza laeta Salvin, 1895)
- Inca de Watkins (Incaspiza watkinsi Chapman, 1925)